# Historia Internetu
Historia Internetu – historia powstania i rozwoju ogólnoświatowej sieci komputerowej. Kamienie milowe w rozwoju Internetu.

## Początki Internetu

### Koncepcja Internetu
Projekt globalnej sieci komputerów opisał w 1960 roku J. Licklider. Twórcą koncepcji Internetu jest Paul Baran, który w 1962 roku opublikował 12-tomową pracę, będącą projektem wytrzymałych, rozproszonych (nie gwiaździstych) sieci cyfrowych transmisji danych, zdolnych przetrwać przewidywaną wówczas III wojnę światową, wykonanym na zlecenie Amerykańskich Sił Zbrojnych.

### ARPANET
Historia Internetu zaczyna się 29 października 1969 roku, kiedy to w Uniwersytecie Kalifornijskim w Los Angeles (UCLA), a wkrótce potem w trzech następnych uniwersytetach zainstalowano w ramach eksperymentu finansowanego przez ARPA (Advanced Research Project Agency), zajmującą się koordynowaniem badań naukowych na potrzeby wojska, pierwsze węzły sieci ARPANET – bezpośredniego przodka dzisiejszego Internetu. Eksperyment miał zbadać możliwość zbudowania sieci komputerowej bez wyróżnionego punktu centralnego, która mogłaby funkcjonować nawet pomimo uszkodzenia pewnej jej części. Wszystkie istniejące wcześniej sieci zarządzane były przez jeden główny komputer, którego awaria pozbawiała możliwości pracy całą sieć. Sieć taka nie nadawała się do dowodzenia armią podczas wojny, gdyż główny węzeł sieci byłby pierwszym celem ataku przeciwnika. Postanowiono więc wypróbować zaproponowaną kilka lat wcześniej przez Paula Barana, pracownika RAND Corporation, koncepcję sieci rozproszonej.
W ciągu dwóch następnych lat sieć była rozbudowywana, w pracach nad nią brała udział coraz większa liczba naukowców z różnych ośrodków. Trzeba było opracować konkretne aplikacje, umożliwiające wykorzystanie możliwości komunikacyjnych dawanych przez sieć; jednym z pierwszych zastosowań było zdalne wykonywanie obliczeń na komputerach dużej mocy znajdujących się w innych ośrodkach.

### USENET
Sieć łącząca jedynie dwa uniwersytety, stworzona przez amerykańskich studentów informatyki. Stopniowo zwracała się także do ogółu informatyków. Rozwój usenet był szybszy niż ARPANET ze względu na liczne grupy dyskusyjne nie tylko zawodowe, ale także rozrywkowe. W 1982 roku podpięto sieci Usenet i Arpanet oraz utworzono kilka sieci uniwersyteckich: CSNET, Theorynet oraz BITNET.

### TCP/IP i DNS
TCP/IP odnosi się do nazwy dwóch protokołów: Transmission Control Protocol i Internet Protocol. TCP to protokół kontroli transmisji, według którego dane przesyłane w Internecie rozbijane są u nadawcy na tzw. pakiety i z powrotem składane w jedną całość u odbiorcy. IP to protokół definiujący sposób adresowania. Dowolne dwa komputery używające TCP/IP mogą być połączone ze sobą. Jeżeli w części sieci wystąpi usterka, informacja ominie ten fragment i inną drogą trafi do celu. Protokół TCP jest formalnie niezależny od IP – to znaczy można go stosować z innym niż IP systemem identyfikacji komputerów.
Sieć ARPANET stosowała pierwotnie kilka różnych sposobów identyfikowania komputerów i dopiero prace Jona Postela, na początku lat 80. XX w. doprowadziły do ich unifikacji w postaci obecnie znanej. Jon Postel stworzył też w latach 1982–1983 drugi podstawowy filar Internetu: system DNS, który wiąże numery IP komputerów z hierarchicznie budowanymi nazwami domen internetowych.
W roku 1983 protokoły TCP/IP przyjęte zostały jako Standardy Wojskowe. W tym też czasie do powszechnego użycia wszedł termin Internet. W roku 1989, gdy porzucono projekt ARPANET, Internet przejęły uniwersytety i organizacje naukowe. Również osoby prywatne i instytucje komercyjne zaczęły dostrzegać korzyści płynące z wykorzystania Internetu. Zakaz używania go do celów komercyjnych wydany przez National Science Foundation uniemożliwiał jego rozwój w tym kierunku. Cofnięcie tego zakazu w 1991 roku udostępniło Internet szerszemu gronu użytkowników. Od tego czasu można go również używać do celów czysto komercyjnych takich jak reklama, czy sprzedaż.

### World Wide Web
W marcu 1989 roku Tim Berners-Lee oraz Robert Cailliau złożyli do CERN-u projekt stworzenia sieci dokumentów hipertekstowych, o nazwie World Wide Web. Miał to być zbiór dokumentów hipertekstowych, który miał ułatwić pracę w CERN-ie. W grudniu 1990 roku Tim Berners-Lee stworzył podstawy HTML i pierwszą stronę internetową. Dwa lata później została napisana pierwsza graficzna przeglądarka WWW o nazwie Mosaic. W 1994 roku współtwórca przeglądarki Mosaic – Marc Andreessen z University of Illinois założył w Kalifornii firmę Netscape Communications. Wkrótce po ukazaniu się na rynku komercyjnej wersji przeglądarki, firma Netscape wydała zaawansowany Netscape Commerce S.
Oprócz standardowego udostępniania stron WWW innym użytkownikom, dawał on możliwość przesyłania danych bezpiecznym połączeniem szyfrowanym. Mogły więc być przesyłane poufne dane, gdyż mogły one być odczytane tylko przez adresowanego odbiorcę. Pozwoliło to stworzyć nowe zastosowania Internetu, który zaczął się bardzo gwałtownie rozwijać.
Dzisiejsi użytkownicy Internetu to wielomiliardowa społeczność, która ciągle się powiększa. Coraz częściej informacje drukowane odsyłają odbiorcę do informacji publikowanych w Internecie.

### Komunikatory internetowe
Początki komunikatorów internetowych sięgają lat 70. i 80. XX wieku. Jednym z pierwszych programów do komunikowania się był talk. Treść wiadomości była widoczna dla drugiej osoby w trakcie pisania. W 1996 roku powstał pierwszy komunikator – ICQ. Miało to być coś pomiędzy kanałem IRC a programem talk.

## Dalsze kalendarium

### 1938–1945
- Stworzenie komputera rozumianego jako super-kalkulator i narzędzie automatyczne, które się programuje za pomocą kart perforowanych. Wybrane przykłady: Z1, ENIAC, Harvard Mark I, Z4

### Koniec lat pięćdziesiątych
- Wymyślenie interaktywnego użycia komputera: programowanie przez taśmy papieru jest dialogiem z maszyną[doprecyzuj!][4]
- Wymyślenie systemów z podziałem czasu: kilku użytkowników pracuje jednocześnie na tej samej maszynie[5]. Przykłady: CTSS, PLATO(inne języki)

### 1959–1961
- Stworzenie pierwszego minikomputera (PDP-1, w Polsce ZAM-11)

### Początek lat sześćdziesiątych
- Narodziny idei sieci (wspólna praca, wymiana danych i poczta elektroniczna), zastosowanie w obrębie ARPA i różnych amerykańskich uniwersytetów
- Wynalezienie idei interfejsu graficznego (NLS): symbole miały pozwalać komunikować się z komputerem szybciej i unikać ciągłego powracania do operatorów informatycznych

### 1966
- Pierwsze eksperymenty sieciowe (około 1966) sponsorowane przez ARPA. Agencja ta finansowała budowę pierwszej sieci łączącej komputery oddalone geograficznie – ARPANET

### 1969
- Stworzenie Arpanetu, umożliwiającego przesyłanie plików, wymianę danych i działanie poczty elektronicznej

### 1972
- Powstają pierwsze mikrokomputery: Sac State 8008[6], Micral-N, SMP80/08[7]. Wcześniejsze zbliżone konstrukcje (bez mikroprocesora): Datapoint 2200(inne języki) i Kenbak-1(inne języki)

### 1988
- Powstaje system internetowych rozmów IRC.

### 1989
- 13 marca – fizyk Tim Berners-Lee przedstawił projekt prezentacji informacji.

### 1990
- grudzień – strona Info.cern.ch jest pierwszym adresem serwera sieciowego, a adres http://info.cern.ch/hypertext/WWW/TheProject.html adresem pierwszej strony internetowej

### 1991
- naukowcy z CERN-u opracowali standard WWW
- zniesiono zakaz używania Internetu do celów komercyjnych
- powstają kolejne serwery w Europie
- wiosna – powstanie NASK
- kwiecień – powstaje protokół Gopher
- grudzień – w USA powstaje pierwszy serwer poza Europą zwany SLAC (Stanford Linear Accelerator Center)

### 1992
- do listopada na świecie powstaje 26 serwerów
- przekroczona zostaje liczba 1 000 000 komputerów w Internecie.

### 1993
- luty – powstaje pierwsza przeglądarka WWW umożliwiająca oglądanie graficznych stron – Mosaic (dostępna dla PC i Apple Macintosh)
- w październiku na świecie istnieje ponad 200 serwerów
- powstaje Tucows – jedna z większych składnic oprogramowania shareware, freeware i demo

### 1994
- kwiecień – powstaje portal Yahoo!
- czerwiec – został uruchomiony BBS Maloka
- 13 października – premiera przeglądarki Netscape Navigator
- powstaje przeglądarka Opera

### 1995
- 23 sierpnia – prezentacja nowej przeglądarki internetowej na bazie kodu Mosaica – Internet Explorer
- 3 września powstał eBay
- rusza wyszukiwarka stron AltaVista

### 1996
- powstaje wyszukiwarka HotBot
- premiera CSS
- powstaje pierwszy komunikator internetowy – ICQ
- powstaje portal Internet Archive przechowujący archiwalne wersje stron internetowych

### 1997
- oficjalna premiera PHP
- powstaje JavaScript
- zostaje zarejestrowana domena Google.com[8]
- powstaje pierwsza gra MMO – z wykorzystaniem internetu – Ultima Online
- Nokia 9000i Communicator – pierwsze mobilne urządzenie z internetem

### 1998
- powstaje spółka Google Technology Inc. (obecnie Google Inc.)

### 2000
- premiera XHTML
- powstaje kanał RSS
- 11 lipca – indeks Google przekroczył 1 miliard elementów[8]

### 2004
- powstaje pierwszy międzynarodowy program do prowadzenia rozmów głosowych - Skype
- 4 lutego – powstaje serwis Facebook
- 17 lutego – indeks Google przekroczył 6 miliardów elementów[8].
- 9 listopada – powstaje przeglądarka Mozilla Firefox

### 2005
- 14 lutego – powstaje serwis YouTube

### 2006
- 21 marca – powstaje serwis Twitter (od 2023 roku pod nazwą X).

### 2008
- 2 września – powstaje przeglądarka Google Chrome

### 2014
- kwiecień - powstanie Musical.ly

### 2016
- 20 września - powstanie serwisu TikTok

### 2017
- wrzesień - wykupienie Musical.ly przez TikToka

### 2018
- sierpień - połączenie TikToka i Musical.ly w jedną aplikację

### 2021
- 28 października - zmiana nazwy Facebooka (konglomerat) na Meta[9]

### 2022
- 15 czerwca - zamknięcie Internet Explorer[10]
- 30 listopada - powstanie ChatGPT[11]